# Kanal Sport
Kanal Sport var en dansk tv-kanal, som sendte 24 timer i døgnet. Kanalen var tilgængelig via Fuldpakken hos YouSee, men kunne også ses gratis på internettet.
Kanalen så dagens lys den 2. april 2012. Forinden havde Kanal Sport kun eksisteret som internetkanal, først under navnet 442.dk og sidenhen under dets nuværende navn, efter mediet skiftede fokusområde fra fodbold til flere forskellige sportsgrene.
Kanal Sport blev drevet af firmaet Ecosys Media, som i 2013 blev kåret som Gazellevirksomhed af Børsen.
Den 17-06-2015 meddelte forum.yousee.dk  at Kanal Sport lukker.

## Liveudsendelser
Kanalen havde studier både i Virklund, men også i Idrættens Hus i Brøndby. Samtidig produceredes der hver uge en lang række livekampe fra de danske sportsarenaer. 